# Караяр (Оренбургская область)
 Караяр  — село в Новосергиевском районе Оренбургской области. Входит в состав Кутушевского сельсовета.

## География
Находится на левом берегу реки Малый Уран на расстоянии примерно 58 километров по прямой на север-северо-восток от районного центра поселка Новосергиевка.

## Население
Население составляло 95 человек в 2002 году (98% башкиры), 93 по переписи 2010 года.